# Klaus Husenbeth
Klaus Husenbeth (10 de mayo de 1956) es un jinete alemán que compitió en la modalidad de doma.
Ganó una medalla de oro en el Campeonato Mundial de Doma de 2002 y dos medallas de oro en el Campeonato Europeo de Doma, en los años 2003 y 2005.

## Palmarés internacional
| Campeonato Mundial | Campeonato Mundial            | Campeonato Mundial | Campeonato Mundial |
| Año                | Lugar                         | Medalla            | Categoría          |
| ------------------ | ----------------------------- | ------------------ | ------------------ |
| 2002               | Jerez de la Frontera (España) | Medalla de oro     | Por equipos        |
| Campeonato Europeo |                               |                    |                    |
| Año                | Lugar                         | Medalla            | Categoría          |
| 2003               | Hickstead (Reino Unido)       | Medalla de oro     | Por equipos        |
| 2005               | Hagen (Alemania)              | Medalla de oro     | Por equipos        |